# История Австралии (1788—1850)
История Австралии с 1788 по 1850 года покрывает ранний колониальный период Австралии, со времени прибытия Первого флота в Сидней, Новый Южный Уэльс, где была основана исправительная колония, научное исследование Австралии, создание других австралийских колоний и становление представительского демократического правительства.

## Колонизация
Обычно считается, что колонизация Австралии была обусловлена необходимостью решения проблемы переполненности в британской тюремной системе, тем не менее было бы просто экономически не выгодно транспортировать каторжников только по этой причине. Многие каторжники были опытными торговцами и фермерами, осужденными за незначительные преступления на семь лет, этого времени должно было хватить на строительство инфраструктуры новой колонии. Осужденным часто давали помилование и выделяли участки земли под ферму.
Ботанический залив был отрекомендован подходящим местом для строительства колонии Сэром Джозефом Бэнксом в 1770 году во время кругосветной экспедиции Джеймса Кука. В 1783 году под руководством Бэнкса, лоялист Джеймс Матра, также участвовавший в экспедиции Кука в 1770 году в качестве младшего офицера на Индеворе, составил «Предложение об учреждении поселения в Новом Южном Уэльсе» с полным обоснованием необходимости колонии, состоящей из американских лоялистов, китайцев и полинезийцев, но не каторжников.
После беседы с министром внутренних дел Томасом Таунсендом, первым Виконтом Сиднеем, в 1784 году, Матра внес изменения в свое «Предложение» относительно использования каторжников в качестве переселенцев. Из меморандума Правительства от декабря 1784 года, видно, что Кабинетом был учтен план Матры относительно планов создания колонии в Новом Южном Уэльсе. По предложению Сэра Джона Колла и Сэра Джорджа Янга, членов Королевского Сообщества Банков, правительство включило в план колонизации остров Норфолк, в связи с его привлекательностью в сфере лесозаготовок и разведения льна.
13 мая 1787 года из Портсмута в направлении Ботанического залива вышел Первый флот под командованием капитана Артура Филлипа, в его составе было 11 парусных кораблей с 1530 поселенцами на борту (736 каторжников, 12 детей каторжников, 211 морских пехотинцев, 27 жён пехотинцев и их 14 детей, а также около 300 офицеров и прочих служащих). Через несколько дней после прибытия в Ботанический залив, корабли направились в более подходящий для колонизации Порт-Джэксон, где 26 января 1788 года в бухте Сидней-Коув основали первое поселение. Позднее этот день стал национальным праздником Австралии, известным как День Австралии. Официально о создании колонии Новый Южный Уэльс губернатор Филлип объявил 7 февраля 1788 года.
Поселению было дано имя в честь министра внутренних дел Великобритании Томаса Таунсенда, виконта Сидней. В церемонии поднятия флага и формальное принятие земель во владение короля Георга III участвовали только Филлип, несколько десятков пехотинцев и офицеров корабля Supply, члены экипажа и заключенные наблюдали за церемонией с корабля. Остальные корабли флота не могли покинуть Ботанический залив из-за бури.

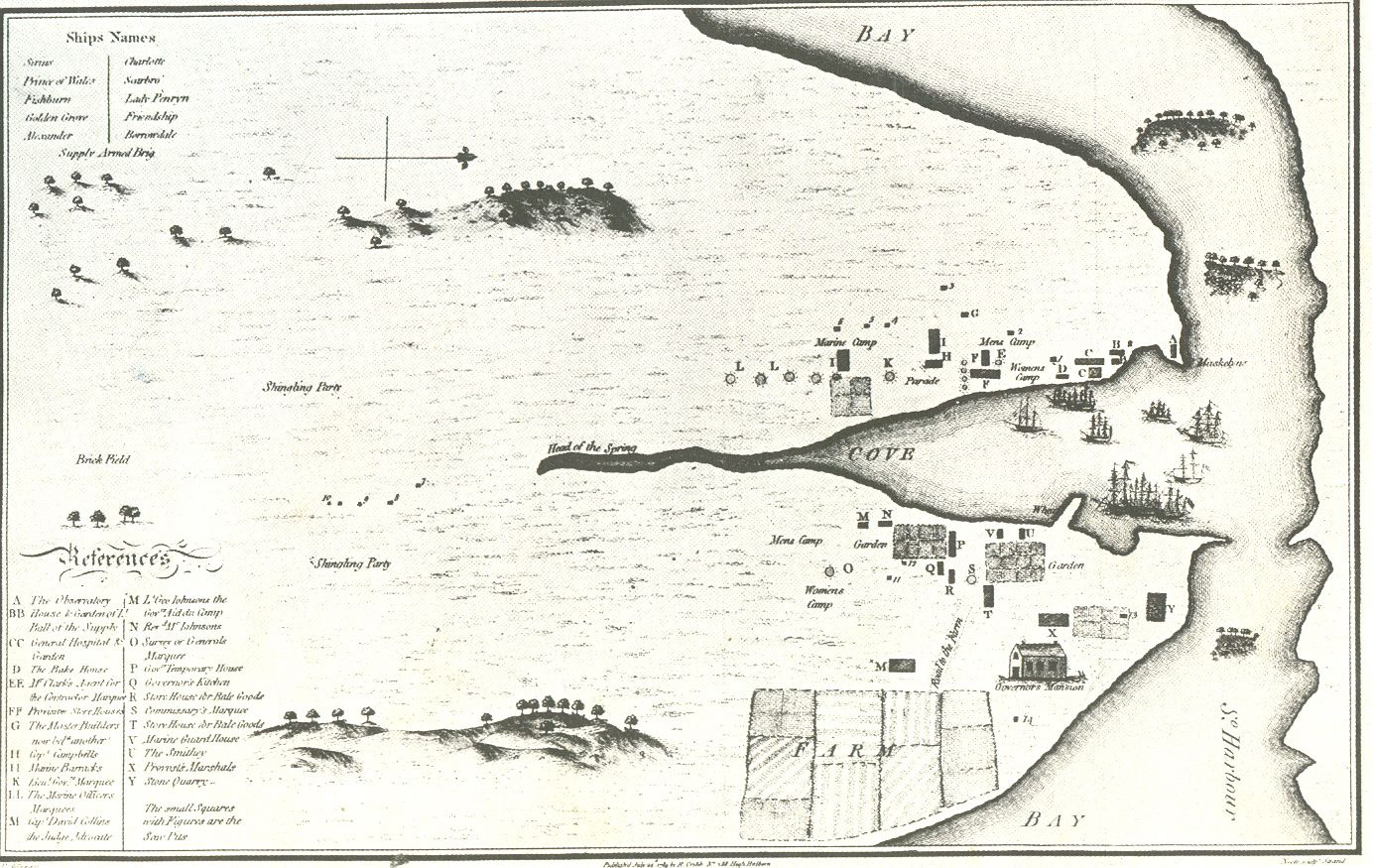
Карта Сиднея 1789 год.

24 января 1788 года в Ботанический залив прибыла французская экспедиция состоящая из двух кораблей под руководством Жана-Франсуа де Лаперуза, которая прошла трёхлетний путь от Бреста до мыса Горн, вдоль побережья Чили к Калифорнии, к северо-западу Камчатки, юго-востоку Острова Пасхи, северо-западу Макао, также посетив Филиппины, Гавайи и остров Норфолк. Несмотря на дружелюбный прием, французы являлись проблемой, так как показывали заинтересованность Франции в новых землях в регионе.
Тем не менее, 2 февраля, по поручению губернатора Филлипа, лейтенант Кинг нанес визит вежливости французам и предложил им любую помощь, какая им может понадобиться. В ответ французы сделали аналогичное предложение, так как имели очень хорошие запасы провизии. Но ни одна из сторон так и не воспользовалась предложением. 10 марта французская экспедиция покинула Ботанический залив, Лаперуз и Филлип не встречались. Именем Лаперуза назван один из сиднейских пригородов.
Артур Филлип был наделен полной властью над жителями колонии. Будучи просвещенным человеком, он старался к установлению гармоничных отношений с местными аборигенами, а также пытался направить на путь исправления каторжников колонии. По отчетам и журналам Филлипа и его офицеров видно, что первые годы колонии выдались трудными. Некоторые офицеры перестали верить в успех колонизации Нового Южного Уэльса. Земледелие на первых этапах давало мало урожая, а поставке из Европы были очень редкими. В период между 1788 и 1792 годами в Сидней было доставлено 3546 мужчин и 766 женщин-каторжников, «профессиональных преступников», которым не хватало навыков для создания полноценной колонии. Многие вновь прибывшие были больны и нетрудоспособны, а условия здоровых заключённых только ухудшались тяжёлым трудом и недостаточным количеством пищи. Продовольственный кризис достиг пика в 1790 году, также в прибывший июне Второй флот потерял четверть своих пассажиров из-за болезней, а состоянием каторжников Третьего флота вызвало возмущение губернатора Филлипа. Тем не менее, с 1791 года уровень торговли начинает расти, приход кораблей становится регулярным, чувство изолированности проходит, увеличиваются поставки в колонию.

## Каторжники и свободные поселенцы

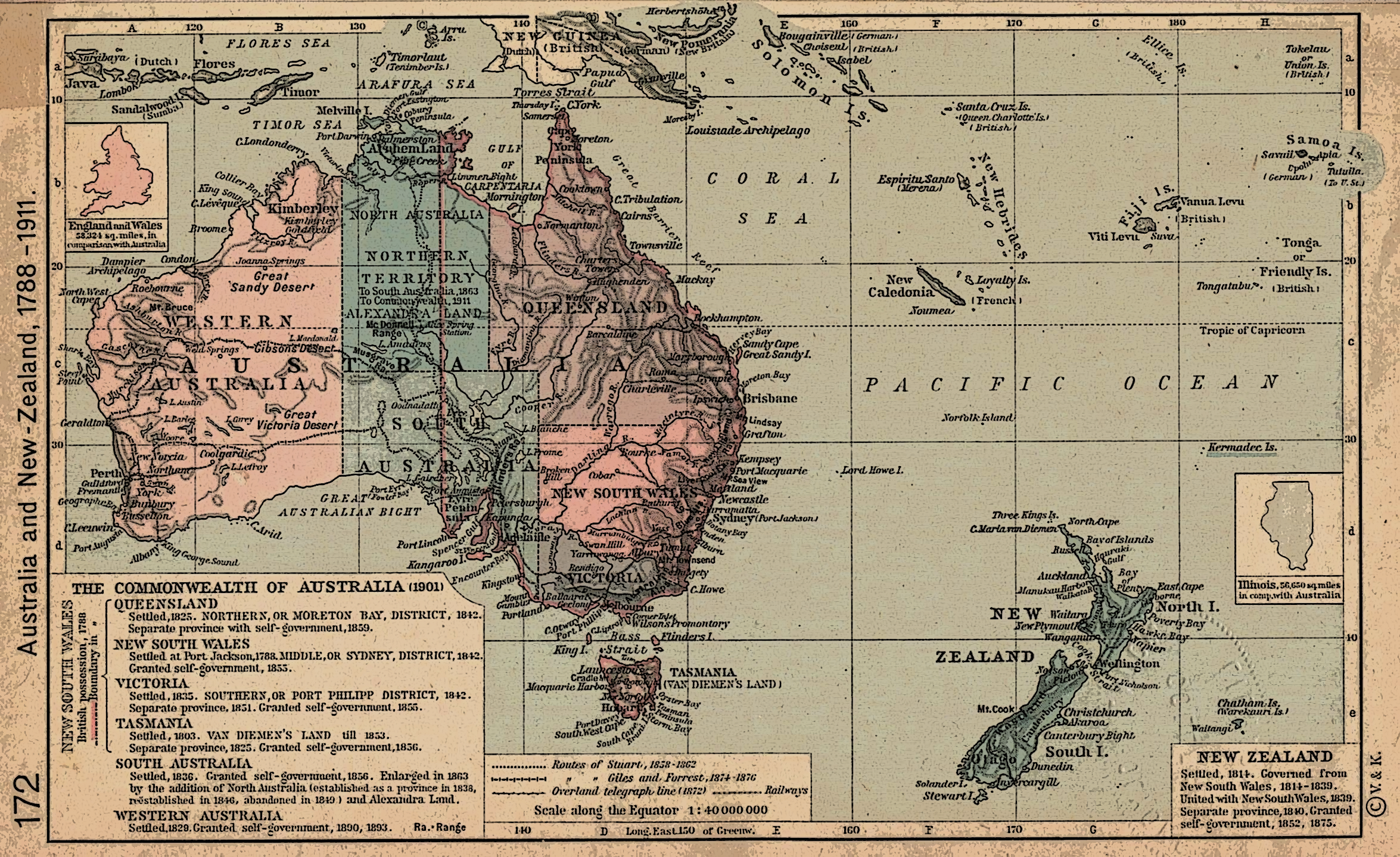
Карта Австралии и Новой Зеландии 1788–1911.

16 января 1793 года на транспорте Беллона в Сидней прибыли первые свободные поселенцы. Это были Томас Роуз, фермер из Дорсета, с женой и четырьмя детьми, им был выдан надел в 120 акров, Фредерик Мередит, который уже посещал Сидней на корабле Сириус, входившего в состав Первого флота, Томас Уэбб, который также бывал в колонии на корабле Сириус, с женой и племянником Джозефом Уэббом и Эдвард Пауэлл, также посещавший первое поселение, но в составе Второго Флота. Томас Уэбб и Эдвард Пауэлл получили 80 акров земли, а Джозеф Уэбб и Фредерик Мередит 60 акров.
Вся земля предоставлялась им бесплатно, также правительство должно было обеспечивать им свободное передвижение и сельскохозяйственный инвентарь в течение двух лет. Также они должны были использовать труд заключенных, которые, в свою очередь, должны были быть обеспечены пайком в течение двух лет и одеждой из государственного магазина в течение года. Земли, которыми наделили первых поселенцев, находились к западу от Сиднея и получили название «Свободные равнины». В настоящее время на этой территории располагаются пригороды Сиднея Стратфилд и Хоумбуш.
Каждый третий из каторжников, перемещенных в Новый Южный Уэльс после 1798 года, был ирландцем, примерно пятая часть была направлена сюда после политических и крестьянских беспорядков имевшим место в то время в Ирландии. Несмотря на то, что поселенцы были хорошо экипированы, мало внимания было уделено навыкам, которые могли бы помочь сделать колонию самодостаточной, лишь только в первой волне заключённых были люди с фермерским или торговым опытом, также сказалось и отсутствие понимания местного климата и сезонной череды, что привело к проблемам в первых попытках наладить сельское хозяйство, от полного голода спасала только охота. Поселенцы почти голодали, это вынудило губернатора Филлипа направить корабль за провиантом в Батавию.
Осужденные, как правило, были осуждены на семь и четырнадцать лет каторжных работ, но были и приговоренные к пожизненному сроку, иногда это были приговоры к смертной казни, заменённые на каторгу. После прибытия в колонию каторжники распределялись по различным видам работ. Заключенные со специальностью направлялись на работу в соответствии со своими умениями (например, каменщики пользовались большим спросом), у кого не было каких-либо профессиональных навыков, направлялись в рабочие группы для строительства дорог и выполнения подобных задач. Женщины-заключенные, как правило, назначались прислугой в дома свободных поселенцев, многие также занимались проституцией.
У свободных поселенцев была возможность нанять себе каторжников, кормить их и следить, чтобы они не сбежали в обмен на право получить землю. Это помогло сократить нагрузку на центральную администрацию, те заключенные, которые не попадали на работу к поселенцам, располагались в барраках Гайд Парка или женской колонии Парраматты.

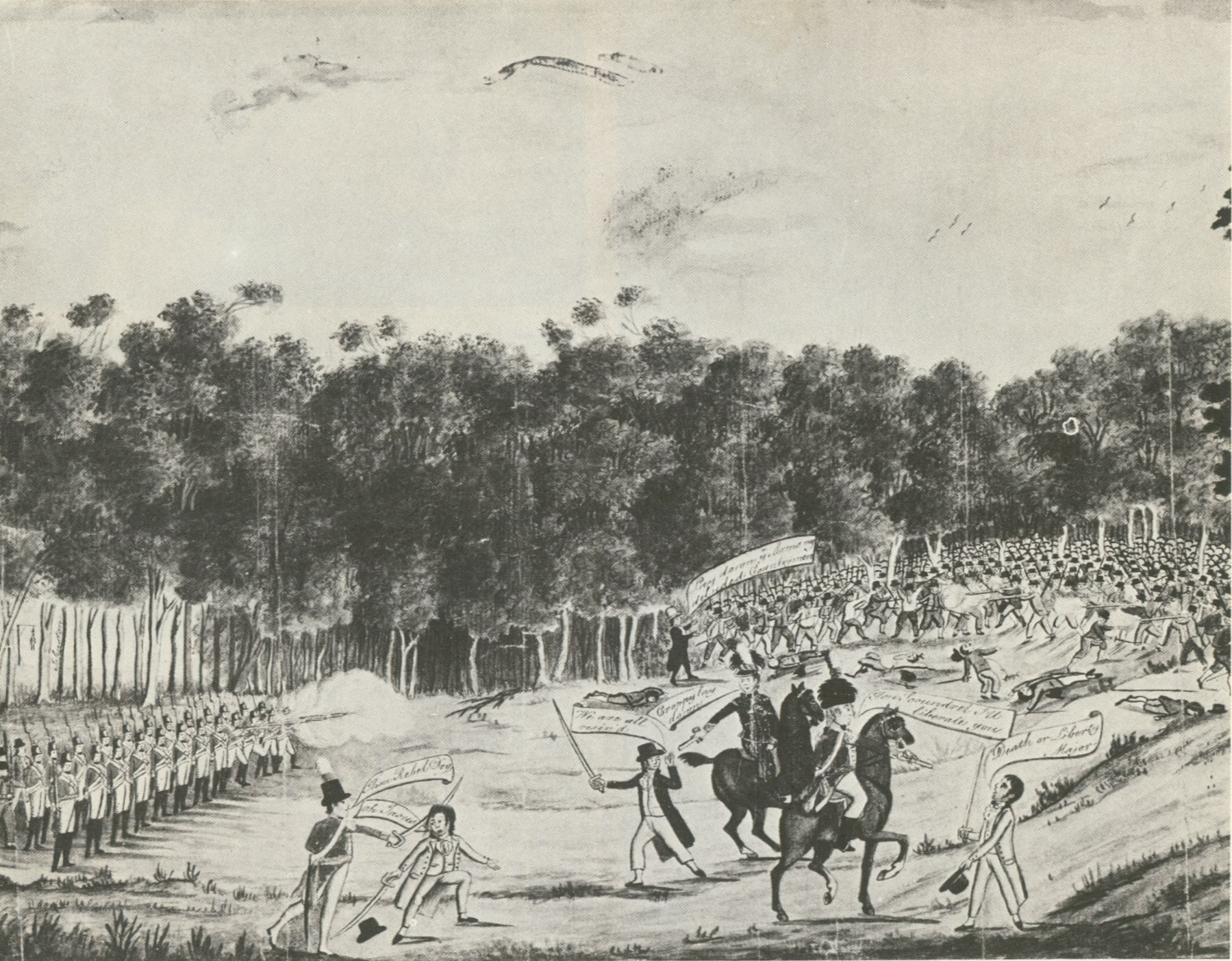
Восстание заключенных в Касл Хилл 1804 год.

Условия заключенных были суровыми, те каторжники, которые отказывались работать, могли быть выпороты, одеты в кандалы или направлены в исправительную колонию строгого режима. Исправительные колонии в Порт-Артуре и заливе Моритон, были более строгими, чем аналогичное учреждение в Сиднее, но самой строгой была колония на острове Норфолк. Те заключенные, которые полностью отбыли свое наказание или были помилованы, как правило, оставались в Австралии, в статусе поселенцев и уже сами могли брать себе на работу заключенных.
В 1789 году бывший каторжник Джеймс Рьюз вырастил первый успешный урожай пшеницы в Новом Южном Уэльсе. Он повторил этот успех и в следующем году, из-за острой проблемы продовольствия и необходимости её решения, губернатор Артур Филлип наградил Рьюза первым наделом земли в колонии. Рьюз получил 30 акров земли в Роуз Хилл недалеко от Парраматты, ферма получила название «Экспериментальная ферма», являющуюся на данный момент одной из самых старых в стране. Это было первое успешное сельскохозяйственное предприятие, вскоре появились и другие, постепенно колония самостоятельно смогла обеспечивать себя едой.
В 1804 году произошло восстание в Касл Хилл, более известное как вторая битва при Уинигар Хилл, которое произошло, возглавляемое 200 беглыми каторжниками, в основном ирландцев, но был достаточно быстро подавлено корпусом Нового Южного Уэльса. 26 января 1808 года произошёл Ромовый бунт, направленный против губернатора Уильяма Блая под предводительством капитана Джона Макартура. Лаклан Маккуори был назначен новым губернатором, после своего прибытия он направил корпус НЮУ в Англию, а вместо него привез с собой 73-й полк.

## Исследование Австралии

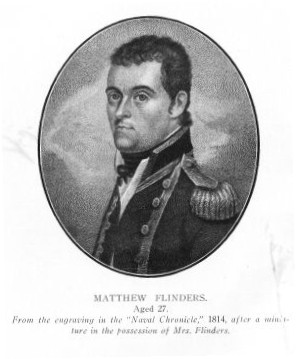
Мэтью Флиндерс совершил первое путешествие вокруг Австралии в 1801/02 годах

В октябре 1795 года Джордж Басс и Мэтью Флиндерс отплыли на маленькой лодке Мальчик-с-пальчик из Порта-Джэксона в Ботанический залив, а также исследовали реку Джорджес дальше вверх по течению, чем это было сделано ранее колонистами. На основании их отчетов о экспедиции был основан Бэнкстаун. В марте 1796 года они отправились в другую экспедицию на аналогичной лодке, которую так же назвали Мальчик-с-пальчик. Во время этого путешествия они проплыли на юг до озера Иллаварра, которое они назвали лагуна Мальчика-с-пальчика. Также они обнаружили и исследовали Порт-Хакинг. В 1798—1799 гг. они обплыли вокруг Тасмании, тем самым подтвердили то, что это остров.
Европейские исследователи пользовались услугами аборигенов в качестве проводников, что повышало шанс на успех в путешествии. В 1801—1802 гг. Мэтью Флиндерс совершил плаванье вокруг Австралии на корабле Инвестигейтор. В этом плавании его сопровождал австралийский абориген, с территории Сиднея, Бунгари, ставший первым рожденным в Австралии человеком, который совершил путешествие вокруг австралийского континента. Также известен факт того, что губернатор Филлип в  1792 году взял с собой двух австралийских аборигенов, Беннелонга и Йеммерраванне, в Англию и были представлены Георгу III, они стали первыми коренными австралийцами, посетившими Европу.
В 1813 году, Грегори Блаксленду, Уильяму Лоусону и Уильяму Уэнтуорту удалось пересечь заслон лесистых оврагов и отвесных скал Голубых гор, находящихся к западу от Сиднея. Они добились успеха благодаря тому, что шли по хребтам, а не искали пути в долинах. Пройдя через гору Йорк мимо реки Кокс к изобилующему сахарным тростником холму, позже получившему название гора Блексленд, с вершины которого увидели «достаточно травы, чтобы поддерживать запас колонии в течение 30 лет».
В 1824 году губернатор Томас Брисбен поручил Гамильтону Хьюму и бывшему капитану королевского флота Уильяму Ховеллу возглавить экспедицию для поисков новых пастбищ на юге, а также исследовать, куда текут западные реки Нового Южного Уэльса. Более 16 недель продолжалась экспедиция в Порт-Филлип и обратно. Они сделали много важных открытий, в том числе нашли реку Муррей, многие из её притоков, а также множество сельскохозяйственных и пастбищных земель между Ганнингом и Корио.
Путешествие Чарльза Стёрта вдоль реки Макуори в 1828 году привело к открытию реки Дарлинг. Появилась теория о том, что реки Нового Южного Уэльса выходят во внутреннее море. В 1829 году он отправился во вторую экспедицию вдоль реки Маррамбиджи к «широкой и благородной реке» Муррей, которой он дал название в честь генерального секретаря по вопросам колоний Джорджа Мюррея. Далее он отправился вдоль этой реки к месту её слияния с рекой Дарлинг, дважды попав в стычки с местными аборигенами. Далее к озеру Алегзандрина, где река Муррей выходит в Большой Австралийский залив. На обратном пути участникам экспедиции пришлось грести против течения сотни километров.
Топограф Томас Митчелл в 30х годах 19 века провёл серию экспедиций, чтобы заполнить пробелы после прошлых экспедиций. Он стремился записать оригинальные названия мест, данные аборигенами, вокруг колоний, благодаря чему они до сих пор сохраняют свои исконные названия.
В 1839 году польский путешественник граф Павел Стшелецкий исследовал Австралийские Альпы и стал первым европейцем, который смог забраться на самую высокую вершину Австралии, которую он назвал Косцюшко, в честь польского патриота Тадеуша Косцюшко.

## Становление свободного поселения
Традиционное общество аборигенов управлялось советом старейшин и корпоративным процессом принятия решений, но управление колонией по европейскому образцу было автократичным под руководством назначенного губернатора, в колонии действовали английские законы, таким образом представления о правах, установленных Билльем о правах 1689 года и Великой хартией вольностей, завезены на австралийский континент британскими колонистами.
В 1790 году Второй флот доставил в Сидней двух человек, которые сыграли важную роль в будущем колонии. Первый, Д'Арси Уэнтуорт, отец Уильяма Уэнтуорта, основал первую австралийскую газету, а также стал лидером движения против направления в Австралию заключенных и введения представительской демократии в колонии. Второй был Джон Макартур, шотландский офицер, основатель шерстяной промышленности Австралии, которая заложила основы будущего процветания Австралии. Макартур был беспокойным элементом, в 1808 году он был одним из зачинщиков Ромового бунта против губернатора Уильяма Блая.
Примерно с 1815 года, в период губернаторства Лаклана Маккуори, были открыты большие сельскохозяйственные угодья и стало прибывать большое количество свободных поселенцев и колония стала быстро расти. Несмотря на долгий и трудный путь, поселенцев привлекала возможность начать новую жизнь на практически свободных землях английской короны. С 20х годов 19 века расселение было разрешено только в пределах определенных мест, так называемых Девятнадцати графств.
Однако многие поселенцы стали занимать места и дальше разрешенных пределов, они были известны как сквотеры и стали основой мощного помещичьего класса. В результате противодействия со стороны рабочего класса и ремесленников транспортировка заключенных в Сидней прекратилась в 1840 году, но продолжалась на протяжении еще нескольких лет в другие небольшие колонии, такие как Земля Ван-Димена (первое поселение основано в 1803 году, позднее переименован в Тасманию) и Моретон-Бэй (основан в 1824 и позднее переименован в Квинсленд). Генеральный прокурор, реформист Джон Планкетт стремился применить принципы Просвещения в управлении колонией, установив равенство перед законом, в том числе предоставив право быть присяжными в суде бывшим каторжникам, а также путем расширения правовой защиты каторжникам, наемным рабочим и аборигенам.
Колония Суон-Ривер (ныне Западная Австралия) со столицей в городе Перт была основана в 1829 году. Колония страдала от нехватки рабочей силы, и в 1850 году предприниматели обратились к Лондону с просьбой направлять в колонию каторжников, что продолжалось до 1868 года. Новая Зеландия являлась частью Нового Южного Уэльса, до того как стала отдельной колонией 1840 году.
Первые администрации, созданные после 1788 года были автократическими и управлялись британским губернатором, назначенным британским монархом. В большинстве случаев колонии управлялись британскими военными, которые вызывали значительное недовольство у поселенцев своими методами. Например, корпус Нового Южного Уэльса, отвечавший за одноименную колонию, был более известен как «Ромовый корпус», в связи с их тотальным контролем производства и реализации рома, который являлся своеобразной валютой того времени. В связи с чем стали все чаще звучать голоса о создании управления колонией местными на основе представительской демократии.
Самый старый законодательный орган Австралии, Законодательный совет Нового Южного Уэльса был создан в 1825 году, как консультативный орган при губернаторе. В 1835 году Уильям Уэнтуорт основал первую австралийскую партию, Австралийскую Патриотическую Ассоциацию, целью которой было формирование демократического правительства Нового Южного Уэльса. Также Планкетт возглавлял обвинение в двух процессах по делу о резне в Миолл-Крик, где были убиты 30 аборигенов, виновные были приговорены к смертной казни. Еще одним успехом Планкетта является Закон о церкви 1836 года, который упразднял главенство английской церкви и уравнивал права англикан, католиков, пресвитерианцев и немного позднее методистов.
В 1840 году были созданы городской совет Аделаиды и городской совет Сиднея. Правом голоса на выборах обладали мужчины, которые владели имуществом более 1000 фунтов, а богатые землевладельцы получали до четырёх голосов. Первые выборы были проведены в 1843 году в Законодательный совет Нового Южного Уэльса, правом голоса также обладали только мужчины, которые могли доказать свою финансовую или имущественную состоятельность. В 1850 году были проведены выборы в законодательные советы других колоний, таких как Южная Австралия, Виктория и Тасмания.

## Экономика
В значительной степени, для своего выживания, колонии полагались на импорт из Англии. Официальной валютой являлся британский фунт, неофициальной и самым ходовым товаром являлся ром. В этот период австралийский бизнес стал процветать. К примеру, партнерская компания Берри и Уолстоункрафт сделали огромное состояние за счет земляных грантов, труда осужденных и экспорта кедра в Англию.

## Религия, образование и культура

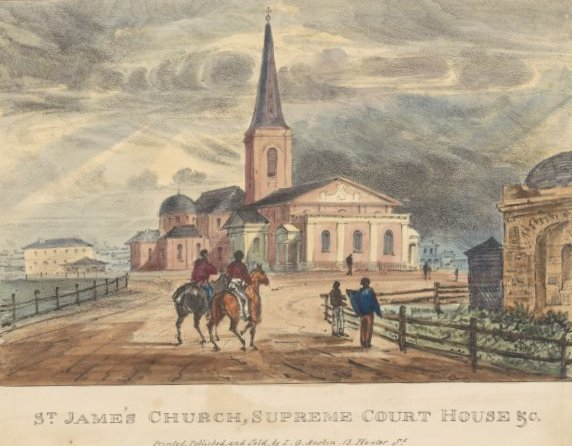
Церковь Святого Иакова в Сиднее.

С незапамятных времен аборигены Австралии исповедовали анимистическую религию, известную как Время сновидений. Христианство в Австралию пришло вместе с арестантами Первого флота, прибывшего в 1788 году. Являясь британской колонией, официальной церковью Австралии стала Церковь Англии, но десятая часть прибывших была католиками и примерно половина родилась в Ирландии. Также небольшая часть морской пехоты была католиками. Некоторые ирландские заключенные были сосланы в Австралию за политические преступления и восстания в Ирландии, поэтому власти с подозрением относились к религиозным меньшинствам на протяжении первых трёх десятилетий существования колонии. Первый католический обряд был проведен в 1788 году командой исследователя Лаперуза при погребении отца Луи Ресевье, французского монаха, умершего во время стоянки в Ботаническом заливе.
В ранние годы колонизации представители английской Церкви тесно сотрудничали с губернаторами. Ричард Джонсон, англиканский капеллан Первого флота, при губернаторе, Артуре Филиппе, отвечал за улучшение "нравственности" в колонии, но он также принимал активное участие в области здравоохранения и образования. Преподобный Сэмюэль Марсден (1765—1838) исполнял судебные обязанности, он стал известен как "порющий священник" из-за того, что выносил решения о порке чаще всего.
Арестанты-католики были вынуждены посещать английскую церковь, и в связи с этим их дети, а также сироты становились протестантами. Первые католические священники, Джеймс Гарольд, Джеймс Диксон и Питер О'Нил, прибыли в Австралию в 1800 году в качестве заключенных, они были осуждены за участие в ирландском восстании 1798 года. Позднее отец Диксон был условно освобождён и ему разрешено было служить мессу. 15 мая 1803 года, в сутане, сделанной из занавесок и с чашей из олова он провел первую мессу.
Восстание заключенных в Касл Хилл под руководством ирландцев в 1804 году встревожило британские власти и они запретили отцу Диксону проводить мессу. Отец Иеремия Флинн, ирландский цистерцианец, был назначен главой Апостольской префектуры Формозы и без разрешения отправился в колонию. Флинн тайно проводил священнические обряды, но был арестован и выслан в Лондон. Общественная реакция на это в Великобритании вынудило власти отправить в колонию двух католических священников, Джона Джозефа Терри и Филипа Коннели, в 1820 году. 29 октября 1829 года губернатор Лаклан Маккуори заложил первый камень Собора Девы Марии.

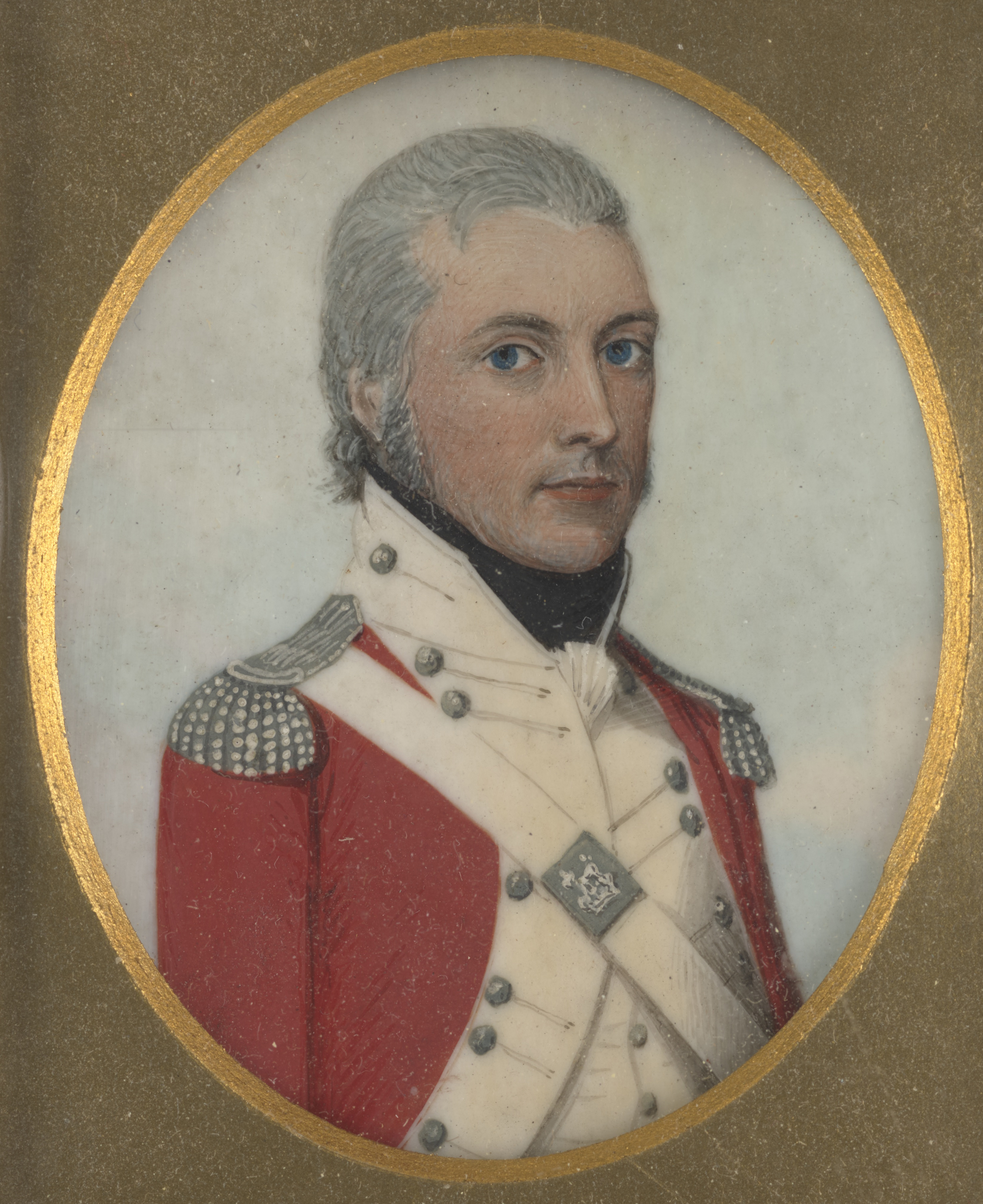
Уоткин Тенч, капитан морской пехоты Первого флота и один из первых авторов в австралийской литературе.

Отсутствие католической миссии до 1818 года отражало правовые ограничение католиков и трудное положение Ирландии в Британской империи. В связи с этим правительство разрешило английским бенедиктинцам вести церковные службы в колонии. Церковь Англии потеряла свои привилегии после введения Закона о Церкви 1836 года, составленного генеральным прокурором Джоном Планкеттом, уравнивающего в правах англикан, католиков, пресвитериан и позднее методистов.
Первоначально образование в колонии было формальным, обучение проводилось в основном на дому. По настоянию премьер-министра герцога Веллингтона и при покровительстве Вильгельма IV была основана старейшая школа Австралии, Королевская школа в 1831 году. К 1833 году насчитывалось уже около 10 католических школ в австралийских колониях. Сегодня один из пяти австралийских учеников учится в католической школе.
Первый католический епископ Сиднея Джон Бид Полдинг попросил сообщество монахинь прислать сестер милосердия для помощи женщинам-заключенным и работы в школах и больницах. В 1839 году в Австралию прибыло пять ирландских сестёр милосердия. В 1843 году, также по просьбе Полдинга, прибыли представители «Христианских братьев» для оказания помощи в школьном обучении. Иезуиты стали первым религиозным орденом, который основал своё представительство в Австралии в городе Севенхилл, позднее они открыли свои школы в Южной Австралии, Виктории, Квинсленде и Северной территории.
Первым произведением австралийской литературы считаются рассказы о заселении Сиднея, написанные Уоткином Тенчем, капитаном морских пехотинцев прибывших с Первым флотом в 1788 году. В 1899 году поэт, первопроходец, политик и журналист Уильям Уэнтуорт опубликовал первую книгу, написанную австралийцем «Статистическое, историческое и политическое описание колонии Нового Южного Уэльса и ее зависимых поселений на Земле Ван—Димена с особым перечислением преимуществ, которые эти колонии предлагают для эмиграции и их превосходство во многих отношениях над теми, которыми обладают Соединенные Штаты Америки», в котором он отстаивал избираемое собрание для Нового Южного Уэльса, суд присяжных и поселения Австралии для свободных эмигрантов, а не осужденных. В 1839 году в Сиднее был опубликована новелла «Страж: Повесть» Анны Марии Банн, это была первая напечатанная и опубликованная новелла на австралийском континенте, а также первое австралийское произведение, написанное женщиной.
Европейские традиции австралийского театра прибыли в колонию вместе с Первым флотом. Самая первая постановка по пьесе ирландского драматурга Джорджа Фаркера «Офицер-вербовщик» (англ. The Recruiting Officer) была показана в 1789 году заключенными. Через два столетия о жизни театра заключенных была написана пьеса «Добро Нашей Страны» писательницей Тимберлейк Уэртенбакер, основанная на романе Томаса Кенилли «Лицедей». В 1837 году был открыт Королевский театр в Хобарте, старейший театр Австралии. Королевский театр в Аделаиде был открыт постановкой Шекспира в 1841 и на данный момент является старейшим театром на континенте. Мельбурнский Атенеум, открытый в 1839 году, является одним из старейших публичных учреждений Австралии и включает в себя библиотеку, театр, школу искусств, а также первый кинотеатр, где в 1906 году был показан первый полнометражный фильм «Подлинная история банды Келли».